# پاترز ویلیج
پاترز ویلیج (به انگلیسی: Potter's Village) شهری در کشور آنتیگوا و باربودا است که جمعیت آن در سرشماری سال ۲۰۱۲ میلادی، ۳٬۳۳۱ نفر بوده‌است.